# 원미동 시인 (드라마)
《원미동 시인》은 1987년 7월 12일에 방영되었던 MBC 베스트셀러극장이다.

## 출연
- 정현옥
- 이원용
- 박경순
- 차주옥
- 홍민우
- 이수나
- 임문수
- 신국
- 박윤배
- 김성찬
- 최은숙
- 정대홍
- 정태섭
- 천호진
- 김명희
- 윤철형
- 이순규
- 강미
- 박예숙
- 김경란
- 정미경
- 차재홍
- 권경숙
- 권일수
- 정명환
- 최용팔
- 박성식
- 강재일
- 장선숙
- 문소정